# Z 35
Z 35 war ein Zerstörer des Typs 1936 B (Mob) der deutschen Kriegsmarine.

## Baugeschichte
Die Auftragserteilung für Z 35 erfolgte am 17. Februar 1941. Z 35 war das erste Zerstörer des Typs 1936 B (Mob). Er wurde beim Werk Weser der Deschimag in Bremen erbaut. Der Zerstörer war eine weitere Variante des Zerstörers 1936. Der Typ 1936 B (Mob) war also keine Neuentwicklung, sondern entsprach weitgehend den Vorgängertypen.
Wesentliche Änderung beim Typ 1936 B (Mob) war die Rückkehr von 15-cm- zu 12,7-cm-Schnellfeuergeschützen.

## Einsatzgeschichte
Die Indienststellung Z 35 erfolgte am 22. September 1943. Im Februar 1944 kriegsbereit fuhr Z 35 nach Reval, von wo der Zerstörer von Mitte bis Ende Februar mit anderen Zerstörern und Minenlegern Minen im Finnischen Meerbusen legte.
Zwischen dem 30. Juli und dem 19. August 1944 beschoss Z 35 mit anderen Kriegsschiffen der Kampfgruppe II sowjetische Stellungen auf Ösel, an der Küste von Kurland und in Tukkum. Am 20. August streifte der Zerstörer den Meeresgrund und musste nach Gotenhafen, um den beschädigten Propeller auszutauschen.
Vom 10. bis zum 24. Oktober 1944 beschoss Z 35 als Teil der Kampfgruppe II, auch Kampfgruppe Thiele genannt, deren beiden größten Schiffe zu der Zeit die Schweren Kreuzer Prinz Eugen und Lützow waren, sowjetische Landziele unter anderem zur Verteidigung der Städte Libau und Memel und der deutschen Stellung auf der Halbinsel Sworbe.
Am 15. Oktober war Z 35 mit Z 36 zur Sicherung des Leichten Kreuzers Leipzig und der Prinz Eugen beordert, da durch das schwere Rammen der Prinz Eugen in die ’Leipzig hinein vor Gotenhafen beide Schiffe zeitweise verkeilt und bewegungsunfähig im Wasser lagen.
Am 9. Dezember 1944 fuhr Z 35 als Flottillenführerboot der 6. Zerstörerflottille (Flottillenchef Kothe war darauf eingeschifft) mit den Zerstörern Z 36, Z 43 und den Torpedobooten T 23 und T 28 aus Gotenhafen aus zum Minenlegen bei Reval. In der Nacht zum 12. Dezember 1944 sollten die Kriegsschiffe dort eine offensive Minensperre legen. Bei sehr schlechtem Wetter waren auf dem Marsch genaue Standortbestimmungen nicht möglich, und Z 35 und Z 36 liefen in dichtem Nebel auf eine deutsche Minensperre und sanken nordöstlich von Reval. Nur 87 Besatzungsangehörige wurden gerettet, mehr als 540 Mann, darunter auch der Kommandant des Schiffes, starben. Sowjetische Schnellboote retteten einige Überlebende von Z 35. 67 Mann trieben in Rettungsflößen nach Finnland und mussten als Kriegsgefangene an die Sowjetunion übergeben werden. Die verbliebenen deutschen Kampfschiffe liefen mit ihren Minen zurück nach Gotenhafen.

## Kommandant
Korvettenkapitän Niels Bätge